# Yongshou
Yongshou (chinesisch 永壽縣 / 永寿县, Pinyin Yǒngshòu Xiàn) ist ein Kreis der bezirksfreien Stadt Xianyang der Provinz Shaanxi in der Volksrepublik China. Die Fläche beträgt 887,5 Quadratkilometer und die Einwohnerzahl 160.230 (Stand: Zensus 2020). 1999 zählte Yongshou 180.581 Einwohner.
Die Pagode des Wuling-Tempels (Wuling sita 武陵寺塔) steht seit 2006 auf der Liste der Denkmäler der Volksrepublik China (6-777).